# ジョージ・ゴーディエンコ
ジョージ・ゴーディエンコ（George Gordienko、1928年1月7日 - 2002年5月13日）は、カナダのプロレスラー、画家。マニトバ州ウィニペグ出身のウクライナ系カナダ人。
プロレスラー時代はカナダやヨーロッパを主戦場にベビーフェイスのポジションで活躍し、引退後は画家に転身して成功を収めた。
プロレス界でも最強のシューターの一人とされるなど、いわゆる「最強伝説」を持つ屈指の実力者だが、後述する理由によりプロレスの本場であるアメリカでは活動することができなかった。日本での異名は「岩石男」。

## 来歴
アメリカ人プロレスラーの "プロフェッサー" ジョー・パザンダックからトレーニングを受け、第二次世界大戦後の1946年にデビュー。サンフランシスコやミネアポリスなどアメリカのメジャーテリトリーを転戦したが、共産主義の会合に参加したことがあったため、ソビエト連邦のウクライナ系の出自も災いして共産党シンパと見なされ赤狩りの対象となり、アメリカでの活動を断念。
カナダに帰国後の1949年からプロレスを一時廃業していたが、1952年下期よりスチュ・ハートの招きでリングに復帰。以降、1950年代はカルガリーのスタンピード・レスリングを主戦場に、1953年5月26日にはエドモントンにてルー・テーズのNWA世界ヘビー級王座に挑戦。1955年4月26日にも同所でテーズと対戦し、90分時間切れ引き分けの戦績を残している。スタンピード・レスリングでは、フラッグシップ・タイトルだったNWAカナディアン・ヘビー級王座に1955年と1956年の2回にわたって戴冠。ジン・キニスキー、レジー・リソワスキー、フリッツ・フォン・エリック、ビル・ミラーなどの強豪をはじめ、異能派のスカイ・ハイ・リーや日系レスラーのキンジ渋谷とも対戦した。
1960年代よりヨーロッパに活動の拠点を移し、イギリスのジョイント・プロモーションズではビル・ロビンソンやアルバート・ウォール、ドイツではホースト・ホフマンやレネ・ラサルテスと対戦。ギリシャのアテネでは1965年にゼブラ・キッドとの試合も行われた。オーストラリア、ニュージーランド、インドなど母国カナダと同じ英連邦の各国にも遠征して勇名を馳せ、パキスタンではアクラム・ペールワンで知られるボル・ブラザーズとも対戦。1967年5月29日にはロンドンのウェンブリー・プールで行われたボル・ブラザーズの主催興行に出場したが、アクラムの兄アスラム・ペールワンに敗退した。
1968年9月、ヨーロッパからの提携ルートにより、アル・ヘイズ、初代ケンドー・ナガサキのミスター・ギロチン、マーク・ロコの父親ジム・ハジーらイギリス勢と共に国際プロレスの『'68ダイナマイト・シリーズ』に初来日。11月開幕の『第1回IWAワールド・シリーズ』にも残留参戦してロビンソンや豊登と優勝を争った（国際プロレスは東京国際空港〜ヨーロッパ間の往復航空運賃を浮かすため、ゴーディエンコとレイ・ハンターを『'68ダイナマイト・シリーズ』終了から『第1回IWAワールド・シリーズ』開幕まで東京都内に滞在させ、その間のギャラも支給した）。シリーズ中はピーター・メイビアやジョン・ダ・シルバと組んで豊登&サンダー杉山のTWWA世界タッグ王座にも挑戦している。国際プロレスには1972年春にも再来日して、ホフマン、モンスター・ロシモフ、ドン・レオ・ジョナサン、バロン・フォン・ラシクらと共に『第4回IWAワールド・シリーズ』に出場。同ブロックのホフマンやストロング小林と対戦したが、決勝トーナメントには進めなかった。
その間、1969年10月には古巣のスタンピード・レスリングにてドリー・ファンク・ジュニアのNWA世界ヘビー級王座に連続挑戦。以降、1970年代前半は再びカナダで活動し、AWAのテリトリーだった地元のウィニペグではイワン・コロフ、ブッチャー・バション、テキサス・アウトローズ（ダスティ・ローデス&ディック・マードック）などのヒール勢と対戦。スタンピード・レスリングではキラー・トーア・カマタやアブドーラ・ザ・ブッチャーと抗争を展開、1973年の上期はブッチャーの保持していた北米ヘビー級王座（自身も戴冠していたNWAカナディアン・ヘビー級王座の後継タイトル）に再三挑戦した。
キャリア晩年の1974年は、旧敵キニスキーの主宰するバンクーバーのNWAオールスター・レスリングにて、フラッシュ・ゴードン（Flash Gordon）のリングネームで活動。1月28日にレオ・マドリルと組んでバック・ラムステッド&ミスターXからNWAカナディアン・タッグ王座を奪取、2月14日にはザ・ブルートを破りNWA太平洋岸ヘビー級王座を獲得した。
同年8月、ドイツでグスタル・カイザーが主催した世界選手権トーナメントに出場し、ニュルンベルクなどの都市でローラン・ボックと対戦。8月31日にミュンスターで行われた試合では、カイザーの要請でボックにシュートを仕掛け勝利を収めている。この試合でゴーディエンコは足首を骨折したが、以降の両者は互いの実力を認め合う親友同士となった。ボックはゴーディエンコについて、自身のプロレスのキャリアにおける最強のライバルの一人であり、唯一のシューターであったなどと賛辞を呈している。
ヨーロッパではプロレスファンでもあったパブロ・ピカソとも邂逅し、セント・マーチンズ美術学校に通うなどして本格的に画家を志すようになり、1975年の引退後は移住先のイタリアで画家に転身。1990年に臀部の手術のためカナダに帰国してからも、バンクーバー島にて画家としての活動を続けた。
2002年5月13日、悪性黒色腫のため死去。74歳没。

## 得意技
ブロックバスター
ボディスラムの要領で抱えた相手を、上体を反らしながら自分の頭越しに後方へ叩き付けるように放り投げる。国際プロレスへの初来日時、この技を日本で初公開し、巨漢のマンモス鈴木を一発でKOして関係者やファンに衝撃を与えた。当時のテレビ中継では、この技を「回転原爆投げ」と呼んでいた。

## 獲得タイトル
スタンピード・レスリング
- NWAカナディアン・ヘビー級王座（カルガリー版）：2回[8]
- NWAインターナショナル・タッグ王座（カルガリー版）：1回（w / スーパー・ホーク）[24]

NWAオールスター・レスリング
- NWA太平洋岸ヘビー級王座（バンクーバー版）：1回[21]
- NWAカナディアン・タッグ王座（バンクーバー版）：1回（w / レオ・マドリル）[20]

ジョイント・プロモーションズ
- 英連邦ヘビー級王座：1回[25]

NWAニュージーランド
- 英連邦ヘビー級王座（ニュージーランド版）：1回[26]